# Il fuoco in una stanza
| Recensione     | Giudizio |
| -------------- | -------- |
| Impatto Sonoro | Misto    |
| OndaRock       |          |
| Rockit         | Positivo |
| Rockol         |          |

Il fuoco in una stanza è il decimo album in studio del gruppo musicale italiano Zen Circus, pubblicato il 2 marzo 2018 da La Tempesta Dischi e Woodworm.

## Descrizione
Nei mesi precedenti all'uscita del disco il gruppo annunciò sui propri canali social di essere tornati in studio e di come gli stessero "piovendo addosso" diversi pezzi che gli piacevano molto. Nello stesso giorno in cui annunciarono il nome del disco vennero pubblicate le prime date del tour primaverile che porterà il gruppo a suonare nelle più importanti città italiane. Il 25 gennaio venne pubblicato il primo singolo Catene insieme al videoclip ufficiale. Il 28 febbraio viene reso disponibile il secondo singolo del disco Il fuoco in una stanza con il relativo videoclip. Durante la prima settimana il disco debutta alla posizione numero 7 della classifica FIMI e alla numero 1 di quella dei vinili. Il 13 giugno viene pubblicato il video ufficiale del terzo singolo estratto dal disco Il mondo come lo vorrei. Il 20 del medesimo mese vengono rese note le candidature per la Targa Tenco tra cui figurano Il fuoco in una stanza come migliore disco assoluto e del singolo apripista Catene insieme alla title track come migliori canzoni.
I videoclip dei brani tratti dall'album sono girati dalla siciliana Ground's Orange e girati tra Catania e l'Etna

## Tracce
Testi di Andrea Appino, musiche di Andrea Appino, Gian Paolo Cuccuru, Massimiliano Schiavelli, Francesco Pellegrini.
1. Catene – 3:45
2. La stagione – 3:31
3. Il mondo come lo vorrei – 3:37
4. Sono umano – 3:45
5. Il fuoco in una stanza – 3:51
6. Low Cost – 3:20
7. Emily no – 3:13
8. Rosso o nero – 3:16
9. Quello che funziona – 2:56
10. Panico – 4:08
11. La teoria delle stringhe – 2:47
12. Questa non è una canzone – 8:32
13. Caro Luca – 3:47

## Formazione
- Andrea Appino – voce, chitarra, armonica
- Karim Qqru – batteria, cori
- Ufo (Massimiliano Schiavelli) – basso, cori
- Il Maestro (Francesco Pellegrini) – chitarra, cori
- Tommaso Novi - tastiera, pianoforte

### Ospiti
- Giorgia D'Eraclea - cori in Il mondo come lo vorrei, Sono umano, Questa non è una canzone
- Andrea Pachetti - cori in Catene, Il mondo come lo vorrei, Quello che funziona, Low cost, Panico, La teoria delle stringhe, Questa non è una canzone

## Classifiche
| Classifica (2018) | Posizione massima |
| ----------------- | ----------------- |
| Italia            | 7                 |
| Italia (vinili)   | 1                 |